# Герхард фон Еренберг
Герхард фон Еренберг (на немски: Gerhard von Ehrenberg; † 28 декември 1363) е епископ на Шпайер (1336 – 1363).

## Биография
Сестра му Беатрикс фон Еренберг († сл. 1280) е омъжена за Йохан I фон Рандек († 1326) и е майка на Еберхард фон Рандек († 1372), катедрален декан (1341), избран за епископ на Шпайер.
Герхард първо работи в канцеларията на Лудвиг Баварски и чрез него е избран на 25 септември 1336 г. за епископ на Шпайер и на 14 юни 1350 г. е помазан за епископ.
През 1388 г. императорът му дава различни привилегии. Герхард затова помага на императора военно. След смъртта на Лудвиг Баварски той е на страната на Карл IV. Фамилията фон Еренберг профитира от положението му и получава имоти и стават важни давачи на пари на кралете.

## Галерия
- Епитаф в градския музей Брухзал
- Барок-епитаф от Винценц Мьоринг (1775), катедралата на Шпайер